# Campeonato Capixaba de Futebol de 2012
O Campeonato Capixaba de Futebol de 2012 foi a 96ª edição do campeonato, que começou em 21 de janeiro e foi organizado pela Federação de Futebol do Estado do Espírito Santo (FES). Reuniu dez equipes, sendo as oito participantes do Capixaba 2011 e as duas finalistas do série B de 2011.

## Formato
Na primeira fase, dez equipes jogaram em turno e returno, todos contra todos. Na fase seguinte, as quatro melhores fizeram as semifinais, também em jogos de ida e de volta. Os vencedores fizeram as finais do campeonato. Os dois últimos colocados foram rebaixados. Apenas o campeão, o Aracruz, teve o direito de disputar a Copa do Brasil de 2013 e a Série D do Campeonato Brasileiro.

### Critérios de desempate
Os Critérios de desempate foram aplicados na seguinte ordem
1. Maior número de vitórias
2. Maior saldo de gols
3. Maior número de gols pró (marcados)
4. Confronto direto
5. Menor número no somatório de cartões vermelhos (3 pontos cada) e cartões amarelos (1 ponto cada)
6. Sorteio

## Equipes participantes
No arbitral realizado em 28 de outubro de 2010 ficou decidido que os seguintes clubes disputariam o campeonato:
| Equipe         | Cidade       | Em 2011      | Estádio                    | Capacidade | Títulos (mais recente) |
| -------------- | ------------ | ------------ | -------------------------- | ---------- | ---------------------- |
| Aracruz        | Aracruz      | 5º (série A) | Bambu                      | 2 400      | 0 (não possui)         |
| Colatina       | Colatina     | 6º (série A) | Justiniano de Melo e Silva | 5 000      | 0 (não possui)         |
| Conilon        | Jaguaré      | 1º (série B) | Conilon                    | 3 150      | 0 (não possui)         |
| Espírito Santo | Anchieta     | 9º (série A) | Davino Mattos              | 3 000      | 0 (não possui)         |
| Linhares       | Linhares     | 2º (série A) | Joaquim Calmon             | 2 000      | 1 (2007)               |
| Real Noroeste  | Águia Branca | 2º (série B) | José Olímpio da Rocha      | 3 100      | 0 (não possui)         |
| Rio Branco-ES  | Vitória      | 4º (série A) | Engenheiro Araripe         | 7 500      | 36 (2010)              |
| São Mateus     | São Mateus   | 1º (série A) | Sernamby                   | 4 500      | 2 (2011)               |
| Serra          | Serra        | 8º (série A) | Robertão                   | 1 040      | 5 (2008)               |
| Vitória-ES     | Vitória      | 3º (série A) | Salvador Costa             | 3 000      | 9 (2006)               |

## Classificação
A classificação final ficou dessa forma:

| Capixabão | Capixabão      | Capixabão | Capixabão | Capixabão | Capixabão | Capixabão | Capixabão | Capixabão | Capixabão | Capixabão | Capixabão | Capixabão |
| Pos       | Times          | Pts       | J         | V         | E         | D         | GP        | GC        | SG        | %         | M         |           |
| --------- | -------------- | --------- | --------- | --------- | --------- | --------- | --------- | --------- | --------- | --------- | --------- | --------- |
| 1         | Rio Branco     | 33        | 18        | 10        | 3         | 5         | 36        | 23        | +13       | 61        | Estável   |           |
| 2         | Aracruz        | 33        | 18        | 9         | 6         | 3         | 28        | 20        | +8        | 61        | Estável   |           |
| 3         | Vitória        | 31        | 18        | 9         | 4         | 5         | 23        | 15        | +8        | 57        | Estável   |           |
| 4         | Conilon        | 30        | 18        | 8         | 6         | 4         | 40        | 23        | +17       | 55        | Estável   |           |
| 5         | São Mateus     | 26        | 18        | 8         | 2         | 8         | 17        | 23        | -6        | 48        | Estável   |           |
| 6         | Linhares       | 24        | 18        | 9         | 3         | 6         | 27        | 19        | +8        | 55        | Estável   |           |
| 7         | Real Noroeste  | 22        | 18        | 6         | 4         | 8         | 21        | 23        | -2        | 40        | Estável   |           |
| 8         | Espírito Santo | 18        | 18        | 5         | 3         | 10        | 15        | 26        | -11       | 33        | Estável   |           |
| 9         | Colatina       | 17        | 18        | 3         | 8         | 7         | 21        | 27        | -6        | 31        | Estável   |           |
| 10        | Serra          | 10        | 18        | 3         | 1         | 14        | 20        | 49        | -29       | 18        | Estável   |           |

## Primeira fase
Para ler a tabela, a linha horizontal representa os jogos da equipe como mandante. A coluna vertical indica os jogos da equipe como visitante.